# Phare de Porto Ercole
Le phare de Porto Ercole (en italien : Faro di Porto Erole) est un phare actif situé à Porto Ercole, une frazione de la commune de Monte Argentario (province de Grosseto), dans la région de Toscane en Italie. Il est géré par la Marina Militare et le Parc national de l'archipel toscan.

## Histoire
Le phare, mis en service en 1862 par la Regia Marina, se situe sur le Promontorio dell'Argentario. Il a été érigé dans le bastion sud-est du Forte della Rocca construit par la famille Aldobrandeschi au XIVe siècle. La tour est recouverte de mosaïque blanche résistant au vent et au sel. Il est entièrement automatisé et alimenté par le réseau électrique.

## Description
Le phare est une tour circulaire en maçonnerie de 19 m de haut, avec galerie et lanterne. La tour est peinte en blanc et le dôme de la lanterne est gris métallique. Utilisant toujours sa lentille de Fresnel d'origine, il émet, à une hauteur focale de 91 m, un long éclat blanc et rouge, selon direction, de deux secondes par période de sept secondes. Sa portée est de 16 milles nautiques (environ 30 km) pour le feu principal et 11 milles nautiques (environ 20 km) pour le feu de veille.
Identifiant : ARLHS : ITA-115 ; EF-2172 - Amirauté : E1500 - NGA : 9112 .

## Caractéristiques dufeu maritime
Fréquence : 7 secondes (WR)
- Lumière : 2 secondes
- Obscurité : 5 secondes